# Ruspolia madagassa
Ruspolia madagassa är en insektsart som först beskrevs av Ludwig Redtenbacher 1891.  Ruspolia madagassa ingår i släktet Ruspolia och familjen vårtbitare. Inga underarter finns listade i Catalogue of Life.